# 니시오 다다테루
니시오 다다테루(일본어: 西尾忠照/忠昭, 1613년 ~ 1654년 12월 4일)는 에도 시대 전기의 다이묘이다. 히타치 쓰치우라 번 제2대 번주, 스루가 다나카번 초대 번주를 지냈다. 요코스카 번 니시오 가(横須賀藩西尾家) 제3대 당주.

## 같이 보기
- 사카이 다다유키 - 다다테루의 사촌형

| 전임 니시오 다다나가 | 제2대 쓰치우라 번 번주 (니시오 가) 1620년 ~ 1649년 | 후임 구쓰키 다네쓰나 |

| 전임 호조 우지시게 | 제1대 다나카번 번주 (니시오 가) 1649년 ~ 1654년 | 후임 니시오 다다나리 |